# 瀧川鯉斗
瀧川 鯉斗（たきがわ こいと、1984年1月25日 - ）は、落語家、タレント。公益社団法人落語芸術協会所属。東京都生まれ、愛知県名古屋市天白区出身。本名は小口 直也。出囃子∶「虎退治」、定紋∶「五瓜に唐花」。

## 芸歴
- 2005年 - 瀧川鯉昇に入門、鯉斗となる。
- 2009年 - 二ツ目に昇進。
- 2019年5月 - 真打に昇進。名古屋市出身の落語家としては、三遊亭圓丈以来41年ぶりの真打[3]。

## 概略
1984年、東京都生まれ。男3人女1人の兄弟に育つ。父親の転勤に伴い、3歳の時に北海道札幌市に転居。その後、小学校3年生の時に再度転勤のため愛知県名古屋市に移り住む（この説明が長くなるため、青年期を長く過ごした思い出の地、名古屋を出身地と謳っている）。スポーツは万能。小学校の時は夏は野球部、冬はサッカー部に所属するかたわら、学外でのリトルリーグやクラブチームでも活動。中学時代、サッカー愛知県代表監督からスカウトされ、ゴールキーパーとして県代表チームのトレーニングに参加するなど有望選手として期待された。しかし、この時期からオートバイの魅力にとりつかれ、生活態度が乱れ始める。このためサッカー推薦による高校進学も断念せざるを得ない状況になり、人生初の挫折を経験する。高校には進学せず暴走族「天白スペクター」 名古屋支部の12代目の総長になる。
18歳で暴走族を卒業後、2002年上京。新宿のレストラン「赤レンガ」 でアルバイトをしながら生活を始める中、その店で後に師匠となる瀧川鯉昇の落語独演会が開催される。一目で師匠の落語に惹きつけられ、打ち上げの席で弟子入りを直訴する。入門を認められ前座を務めていた2005年、長瀬智也（当時TOKIO）主演によるテレビドラマ『タイガー&ドラゴン』（TBSテレビ）の内容に鯉斗自身のストーリーと似た部分もあった為、関係者からは「（ドラマの）モデルになったのでは?」と冷やかされた。落語界きってのイケメンと言われ男性向けファッション雑誌『LEON』などにファッションモデルとして登場することもある。この経歴から、前述の『タイガー&ドラゴン』の小虎の他、『昭和元禄落語心中』の与太郎、田中啓文原作の『笑酔亭梅寿謎解噺』シリーズの梅寿などに例えられることがある。
芸能マネジメントはぐあんばーるに所属していたが、2020年4月よりフリーとなった。
芸能人との交友を広く持ち、片岡孝太郎の再婚相手を紹介したのが鯉斗という縁で、真打昇進の時は孝太郎から後ろ幕を贈られている。また、新宿末廣亭での真打昇進披露興行にはおぎやはぎが特別出演して漫才を披露した。
2020年10月7日放送のバラエティ番組『ホンマでっか!?TV 浅田真央がお見合いで連絡先交換&新メンバー発表SP』（フジテレビ）で、同じ名古屋市出身の浅田真央との公開お見合いにお笑いタレントらと共に参加。候補者の中から「顔がタイプ」と相手として指名され連絡先を交換、話題となった。
2021年（令和3年）4月29日放送の情報番組『ゴゴスマ -GO GO!Smile!-』（CBCテレビ）内で紀州のドン・ファン事件を特集した際に、鯉斗が同事件で逮捕された25歳の元妻を「本当に一人で覚醒剤とかやっているならば、この人精神障害者なのかな」といった趣旨の発言をし、番組終盤で司会の石井亮次が「憶測による発言で、障害者の方が犯罪を起こすということでは決してありません。お詫びして訂正いたします」と謝罪した。

## 出演

### テレビ番組
- ラストキス〜最後にキスするデート（2019年4月2日、TBSテレビ）[13] - ゆきぽよと共演
- 激レアさんを連れてきた。（2019年10月19日、テレビ朝日） - 激レアさん（ゲスト）
- 2019年 年末ライブで女子会でやんす!投稿小町（2019年12月27日、BSテレ東） - MC
- バラいろダンディ（2020年2月20日、TOKYO-MX） - ゲスト
- 快傑えみちゃんねる（2020年2月21日、関西テレビ） - ゲスト
- 千原ジュニアのヘベレケ（2020年3月28日、東海テレビ） - ゲスト
- ワイドナショー（2020年6月28日、2020年9月20日、フジテレビ） - ゲストコメンテーター
- ダウンタウンなう（2020年7月31日、フジテレビ） - ゲスト
- ヒルナンデス!（2020年9月16日、日本テレビ） - コーナーゲスト
- 開運!なんでも鑑定団（2020年10月13日、テレビ東京） - コーナーゲスト
- ボクらの時代（2021年1月17日、フジテレビ） - 神田伯山・中田敦彦と出演
- 7.2 新しい別の窓（2021年2月7日、AbemaTV） - 人狼ゲームコーナー
- 密会レストラン（2021年3月25日、NHK総合） - ゲスト
- ゴゴスマ -GO GO!Smile!-（2021年4月1日 - 2022年3月、CBCテレビ） - 木曜コメンテーター[14]
- 美の壺 「白い宝石 豆腐」（2021年5月28日、NHK BSプレミアム） - 豆腐屋
- 瀧川鯉斗の古今東京ぶらり噺（2021年7月11日、BS朝日）
- 99人の壁（2021年7月31日、フジテレビ）
- バギーで駆ける!絶景秘境の旅 早春の高知へ…天空の神社と仁淀ブルーを求めて（2022年3月20日、BS-TBS） - 駿河太郎と出演
- アナザースカイ（2023年6月23日、日本テレビ）
- ダウンタウンDX（2023年7月20日、読売テレビ）
- ぽかぽか（2024年9月26日、フジテレビ） - 春風亭小朝と出演

### テレビドラマ
- 黒い十人の黒木瞳Ⅱ「黒い女将」（2012年12月29日、NHK BSプレミアム）
- やじ×きた 元祖・東海道中膝栗毛（2019年4月6日 - 6月22日、BSテレ東・BSテレ東 4K） ‐ 案内人
- 連続ドラマW 蝶の力学 殺人分析班（2019年11月17日 - 12月22日、WOWOW） - 坂口隆 役
- 日本沈没-希望のひと- 第4話 - 最終話（2021年11月7日 - 12月12日、TBSテレビ） - 野田満 役[15]
- 相棒 season22 第16話「子ほめ」（2024年2月14日、テレビ朝日） - 瀬尾福一 役

### 映画
- マッチング（2024年2月23日、KADOKAWA） - 片岡隼人 役

### ラジオドラマ
- 青春アドベンチャー「人工心臓」（2021年9月20日 - 24日、NHK-FM）

### CM
- TIFFANY & Co.“ TIFFANY TOKYO MAP” 新宿編[16]（新宿末広亭、山本美月と共演）
- 保険コンパス（2021年）

## 著書
- 特攻する噺家（2021年3月、ワニブックス）ISBN 978-4847070297